# اینفورمیشن بیلدرز
اینفورمیشن بیلدرز (انگلیسی: Information Builders) شرکت نرم‌افزار آمریکایی است، که در سال ۱۹۷۵ تأسیس شد.